# يسوع في المسيحية

المسيح ضابط الكل في دير دافني من القرن الثاني عشر الميلادي

يُعتقد في المسيحية أن يسوع هو ابن الله، وفي العديد من الطوائف المسيحية الرئيسية، يُعتقد أيضًا أنه الشخص الثاني في الثالوث. يؤمن المسيحيون أن الله -من خلال صلبه وقيامته اللاحقة- منح البشر الخلاص والحياة الأبدية. يُعتقد أنه المشيح اليهودي المُتنبأ عنه في الكتاب العبري، المُسمى العهد القديم في المسيحية. تؤكد هذه التعاليم أن يسوع، باعتباره حمل الله، اختار أن يتألم على الصليب في الجلجثة علامةً على طاعته لمشيئة الله، باعتباره «وكيل وخادم الله». مات يسوع ليكفر عن الخطية ليصلح البشرية مع الله. اختيار يسوع يجعله رجلًا طائعًا، على النقيض مع عصيان آدم.
يؤمن المسيحيون أن يسوع كان إنسانًا وإلهًا -ابن الله- معًا. في حين كان هناك جدال لاهوتي حول طبيعة يسوع، يؤمن المسيحيون الثالوثيون أن يسوع هو كلمة الله، والله المتجسد، و‌الله الابن، و«إله حقيقي وإنسان حقيقي»، إلها كاملًا وإنسانًا كاملًا. عانى يسوع -الذي صار بشريًا كاملًا من جميع الجوانب- آلام وتجارب الإنسان الفاني، لكنه كان بلا خطية.
وفقًا للكتاب المقدس فإن الله أقامه من الأموات. صعد إلى السماء ليجلس عن يمين الله، وسيعود إلى الأرض ثانيةً من أجل يوم القيامة وتأسيس ملكوت الله.

## المسيح الإلهي منذ الولادة
تبدأ قصة ميلاد يسوع بالملاك جبرائيل يخبر الكاهن زكريا أن زوجته أليصابات ستحبل بيوحنا المعمدان، الذي سيكون نبيًّا عظيمًا. ثم ظهر جبرائيل لمريم العذراء التي من الناصرة، وقال لها إنها ستحبل بمعجزة من الروح القدس وتلد ابنًا يُدعى يسوع، "ابن العلي" ولا يكون لملكه نهاية. عندما علِم يوسف بخبر حمل مريم، أراد تركها سرًا، لكن الملاك ظهر له في حلم وأكد له أن الحبل هو من الروح القدس. أصدر أوغسطس قيصر أمرًا بإحصاء السكان، فذهب يوسف ومريم من الناصرة إلى بيت لحم (مدينة داود) لأنها موطن عائلة يوسف. لم يجدا مكانًا في النزل، فوضعت مريم ابنها البكر في مذود (مكان طعام الحيوانات) ولفّته بالأقمطة. مما يرمز إلى التواضع والفقر، على الرغم من أن المولود هو "ملك الملوك". ثم يذكر الإنجيل رعاة يحرسون قطعانهم ليلًا خارج بيت لحم. وملاك الرب بشّرهم بميلاد المخلّص، وتبعه جند سماوي يسبّحون: «المجد لله في الأعالي، وعلى الأرض السلام، وبالناس المسرة». ثم ذهبوا مسرعين ورأوا الطفل، ثم نشروا الخبر في المنطقة.
ثم جاء مجوس من الشرق على الأرجح كانوا حكماء أو منجّمين من بلاد فارس أو بابل. كانوا يدرسون النجوم ويربطون الظواهر السماوية بوقائع تاريخية أو ملكية. رأوا "نجمه في المشرق". فهموا أن ميلاد ملك لليهود قد وقع، فانطلقوا إلى أورشليم. سألوا: «أين هو المولود ملك اليهود؟». اضطرب هيرودس واستدعى الكهنة، فأخبروه بنبوءة ميخا بأن المسيح سيكون في بيت لحم. بعتهم النجمة حتى توقفت فوق مكان الصبي. سجدوا له وقدموا الهدايا الرمزية: ذهب (يرمز إلى المُلك). ولبان أو بخور (يرمز للكهنوت والعبادة). مرّ (يرمز للألم والموت المستقبلي). وأُوحي إليهم في حلم ألا يرجعوا إلى هيرودس، فعادوا إلى بلادهم عبر طريق آخر. في نفس الوقت، ظهر ملاك الرب ليوسف في حلم وقال له: «قم وخذ الصبي وأمه واهرب إلى مصر، وكن هناك حتى أقول لك، لأن هيرودس مزمع أن يطلب الصبي ليهلكه.». يوسف أطاع فورًا، فقام ليلًا وأخذ مريم ويسوع وسافر بهم إلى مصر. حيث مصر كانت مكانًا طبيعيًا للجوء في تلك الفترة، بسبب وجود جالية يهودية. كبيرة هناك، خاصة في الإسكندرية. هذا الحدث يُنظر إليه كتحقيق لنبوة هوشع 11:1: «من مصر دعوت ابني». أمر هيرودس بقتل جميع الأطفال الذكور في بيت لحم وضواحيها ممن عمرهم سنتان فما دون. هذا الفعل الوحشي كان يهدف إلى إزالة أي تهديد محتمل لعرشه. لكي تتم نبوءة إرميا «هكذا قال الرب: صوت سمع في الرامة نوح بكاء مر راحيل تبكي على أولادها وتأبى أن تتعزى عن أولادها لأنهم ليسوا بموجودين». بعد موت هيرودس، ظهر ملاك الرب مرة أخرى ليوسف في حلم في مصر، وأخبره أن يرجع إلى أرضه. عند عودته، علم أن أرخيلاوس (ابن هيرودس) يملك على اليهودية، فخاف، وأُوحي إليه في حلم أن يتوجه إلى منطقة الجليل، فسكن في مدينة الناصرة. بهذا تحققت النبوة بأن المسيح «سيدعى ناصريًا».

## التعاليم الأساسية
على الرغم من تباين الآراء المسيحية عن يسوع، يمكن تلخيص العناصر الأساسية للمعتقدات التي تشترك فيها الطوائف المسيحية الرئيسية استنادًا إلى تعاليم الكنيسة أو النصوص الطائفية. تُستمد الآراء المسيحية عن يسوع من مصادر مختلفة في الكتاب المقدس، وخصوصًا من الأناجيل القانونية ورسائل العهد الجديد مثل رسائل بولس. يعتقد المسيحيون في الغالب أن هذه الأعمال صحيحة تاريخيًا.
المجموعات أو الطوائف المسيحية الملتزمة بما يُعتبر مسيحية أرثوذكسية بحسب الإنجيل تتفق جميعها تقريبًا على أن يسوع:
- وُلد من عذراء.
- إنسانًا كاملًا وهو إله كامل أيضًا.
- بلا خطية.
- صُلب ودُفن في قبر.
- قام من الأموات في اليوم الثالث.
- صعد في النهاية راجعًا إلى الله الآب.

سيعود إلى الأرض.
بعض الجماعات التي تُعتبر مسيحية تؤمن بمعتقدات تُعتبر بدع. على سبيل المثال، يرفض المؤمنون بالمونوفيزية أن للمسيح طبيعتين، واحدة بشرية وأخرى إلهية.
المعالم الخمسة الرئيسية في رواية الإنجيل عن حياة يسوع هي معموديته، وتجليه، وصلبه، وقيامته، وصعوده. تُدرَج عادًة بين حلقتين أخرتين: مولده في البداية وإرسال البارقليط (الروح القدس) في النهاية. غالبًا ما تُعرَض روايات الأناجيل عن تعاليم يسوع ضمن فئات محددة تشمل «أعماله وأقواله»، مثل: خدمته وأمثاله ومعجزاته.
لا يعلق المسيحيون أهمية لاهوتية على أعمال يسوع فحسب، بل يعلقون أيضًا على اسمه. يعود التعبد لاسم يسوع إلى الأيام المبكرة للمسيحية. أيضًا هو موجود اليوم في المسيحية الشرقية والمسيحية الغربية -الكاثوليكية والبروتستانتية- على السواء.
يؤمن المسيحيون بصورة أساسية أنه من خلال حياة يسوع وموته وقيامته، استعاد الشركة مع الله بدم العهد الجديد. يُفهم موته على الصليب باعتباره تضحية خلاصية: ينبوع خلاص البشرية وكفارة للخطيئة التي دخلت التاريخ البشري من خلال خطيئة آدم.

## المسيح، ابن الله وكلمته
قال لهم: «وأنتم، من تقولون إني أنا؟». فأجاب سمعان بطرس وقال: «أنت هو المسيح ابن الله الحي!». (متى 16: 15,16).

«المسيح هو وسيط، ولكن … اللقب يعني أكثر من كونه شخص بين الله والإنسان. إنه ليس مجرد طرف ثالث بين الله والبشرية ... فهو -بصفته الإله الحقيقي- يجلب الله إلى الجنس البشري. وبصفته إنسانًا يجلب الجنس البشري إلى الله».
يعتبر معظم المسيحيين عمومًا أن يسوع هو المسيح، والمشيح الذي طال انتظاره، وابن الله الوحيد. تزود الكلمات الافتتاحية في إنجيل مرقس (1: 1)، «بدء إنجيل يسوع المسيح ابن الله»، يسوع بصفتين مميزتين بصفته المسيح وابن الله. ويعيد مرقس (1: 11) تأكيد ألوهيته. متى (1: 1) الذي يبدأ بمناداة يسوع المسيح، وفي العدد السادس عشر يوضح ذلك مجددًا بتأكيد: «يسوع الذي يدعى المسيح».
كلمة «المسيح» في رسائل بولس الرسول ترتبط ارتباطًا وثيقًا بيسوع حتى أنه للمسيحيين الأولين -كما يبدو- لم تكن هنالك حاجة إلى الإدعاء أن يسوع هو المسيح، لأن ذلك اعتُبر مقبولا على نطاق واسع بينهم. لذلك استطاع بولس أن يستخدم مصطلح خريستوس (المسيح) بدون أن يكون هناك التباس حول من يُشار إليه، مثلما أيضًا في كورنثوس الأولى (4: 15) ورومية (12: 5)، استطاع أن يستخدم عبارات مثل «في المسيح» للإشارة إلى أتباع يسوع.
أُطلق لقب «ابن الله» في العهد الجديد على يسوع في مناسبات عديدة. يُستعمل غالبًا للإشارة إلى ألوهيته، من بداية البشارة حتى الصلب. صدر الإعلان بأن يسوع هو ابن الله عن أفراد كثيرين في العهد الجديد، وعن الله الآب في مناسبتين كصوت من السماء، وأُكد من يسوع نفسه.
في علم الكرستولوجيا، كان المفهوم القائل بأن المسيح هو اللوغوس (أي «الكلمة») مهم في تأسيس عقيدة ألوهية المسيح ومركزه باعتباره الله الابن في الثالوث كما هو مذكور في قانون الإيمان الخلقدوني. نبع ذلك من افتتاحية إنجيل يوحنا، والشائع ترجمتها إلى العربية كالتالي: «في البدء كان الكلمة، والكلمة كان عند الله، وكان الكلمة الله». في اللغة اليونانية الأصلية، يستخدم مصطلح «لوغوس» (λόγος) تعبيرًا عن «الكلمة»، وفي النقاش اللاهوتي، غالبًا ما تُترك في شكلها المترجم بالعربية، أي «لوغوس».
يشير مصطلح وجود المسيح السابق إلى عقيدة الوجود الشخصي للمسيح قبل الحبل به. إحدى الفقرات ذات الصلة في الكتاب المقدس هي يوحنا (1: 1-18)، إذ أن المسيح -حسب المفهوم الثالوثي- مُعرّف بالوجود السابق للأقنوم الإلهي الذي يُدعى اللوغوس أو الكلمة. تتكرر هذه العقيدة في يوحنا (17: 5) عندما يشير يسوع إلى المجد الذي حظي به مع الآب «قبل كون العالم» خلال خطابه الوداعي. يشير يوحنا (17: 24) أيضًا إلى الآب الذي يحب يسوع «قبل إنشاء العالم». تختلف الآراء اللاثالوثية عن الوجود السابق للمسيح، إذ يرفضه البعض ويقبله البعض الأخر.
بعد العصر الرسولي، من القرن الثاني فصاعدًا، نشأت عدة خلافات حول ارتباط الإنسان والإله في داخل شخص يسوع. في النهاية في عام 451، أُقر مفهوم الاتحاد الأقنومي، أي أن يسوع هو إلهًا كاملًا وبشريًا كاملًا. مع هذا، استمرت الاختلافات بين الطوائف المسيحية بعد ذلك، ورفض البعض الاتحاد الأقنومي لصالح المونوفيزيين.

## التجسد والميلاد وآدم الثاني
«الَّذِي هُوَ صُورَةُ اللهِ غَيْرِ الْمَنْظُورِ، بِكْرُ كُلِّ خَلِيقَةٍ. فَإِنَّهُ فِيهِ خُلِقَ الْكُلُّ: مَا في السَّمَاوَاتِ وَمَا عَلَى الأَرْضِ، مَا يُرَى وَمَا لاَ يُرَى، سَوَاءٌ كَانَ عُرُوشًا أَمْ سِيَادَاتٍ أَمْ رِيَاسَاتٍ أَمْ سَلاَطِينَ. الْكُلُّ بِهِ وَلَهُ قَدْ خُلِقَ.». كولوسي (1: 15، 16).
تعتبر الآية أعلاه من كولوسي ولادة يسوع نموذجًا لكل الخليقة. اعتبر بولس الرسول ولادة يسوع حدثًا ذا أهمية كونية أنجب «إنسانًا جديدًا» محا الضرر الذي سببه سقوط الإنسان الأول آدم. مثل نظرة يوحنا ليسوع باعتباره اللوغوس المتجسد تؤكد على الأهمية العالمية لولادته، يؤكد منظور بولس على ميلاد إنسان جديد وعالم جديد في ميلاد يسوع. نظرة بولس الأخروية إلى يسوع تدحض موقفه باعتباره إنسانًا جديدًا يتحلى بالأخلاق والطاعة، على النقيض من آدم. بعكس آدم، يطيع الإنسان الجديد المولود في يسوع الله ويبشر بعالم من الأخلاق والخلاص.

## معجزات يسوع المسيح
قائمة المعجزات حسب صنفها

### معجزات من نوع الشفاء
شُفي مرضى بأنواع مختلفة مثل البرص، العمى، الشلل، الاستسقاء، الحمى، النزف، والخرس… جميعها ورد ذكرها عبر الأناجيل

### معجزات تحكُّم في الطبيعة
تحويل الماء إلى خمر في عرس قانا الجليل، تهدئة العاصفة على البحر، السير على الماء، لعنة شجرة التين فذابّت (يبست)، إظهار النقد في فم السمكة.

### إقامة الموتى
إقامة ابنة رئيس المجمع يايرس، إقامة ابن أرملة نايين، إقامة لعازر من الموت.

### إطعام الجموع
إشباع الجماعة من 5,000 شخص، وإطعام 4,000 شخص.

### طرد الأرواح الشريرة
من أخرس مجنون، من صبي ممسوس، وكثير من الأرواح النجسة.

### معجزات طفولة يسوع
في الكتب الأبوكريفية مثل إنجيل الطفولة لتوما تروي أن في يوم السبت صنع يسوع من الطين 12 عصفورًا. وعندما نبهه والده يوسف إلى أن استخدام اليد في صنع العصافير يُعد عملاً محظورًا في هذا اليوم، صفق يسوع بيديه فحيا الطيور، فطارت بعيدًا، ورأى طفلٌ آخر يعبث بالبرك التي جمعها يسوع. غضب يسوع ولعنه، فانكمش الطفل ومات فورًا، وأثناء اللعب، سقط صبي من سطح بنى، وراح ضحية الحادث. واجه يسوع الجسد الميت، فصاح: "زينو، قم وقل هل أنا من دفعك". فنهض الطفل وقال: "لا، يا رب، لم تطرحني"، مما أثار دهشة الجميع وجرح فتى قدمه أثناء قطع الخشب. قام يسوع بلمس الجرح وقال له: "انهض واذهب لتقطّع الخشب وتذكرني"، فبرئت قدمه فورًا وكُسرت الإناء أثناء ذهاب يسوع لجلب الماء. فبدلًا من الإناء، استخدم عباءته لحمل الماء وإيصاله إلى أمه بدون أن ينسكب، ما أدهش مريم، أثناء الزراعة، بذر يسوع حبة واحدة من القمح. وعندما حان الحصاد، جمع مائة مقدار من الحبوب ووزّعها بين الفقراء والأرامل واليتامى، وساعد يوسف في بناء سرير حين كانت إحدى القطع قصيرة جدًا. وأمر يسوع أبيه الإمساك بطرف القطعة، فمدّها وسواها تمامًا، ولدغه أفعى وهو يجمع الحطب. فاقترب يسوع، ونفخ على الجرح، فشفاه تمامًا، وتفكك السُمّ والأفعى ذاتها، سمع يسوع بانطفاء حياة طفل في الجوار. فعاد إلى المكان، ووضع يده على صدره وقال: "لا تمُتْ، بل احيَ واصحب أمك". فقام الطفل وضحك، ودُعي يسوع بأن يكون معهم، وسقط رجل من بناء ولبث ميتًا. ذهب إليه يسوع، أمسك بيده، وقال: "انهض وافعل عملك"، فقام الرجل وتعبد ليسوع.